# Янович, Анатолий Кузьмич
Янович Анатолий Кузьмич (род. 19 ноября 1915, Кривой Рог, Херсонская губерния) — советский военный лётчик, командир 291-го истребительного авиационного Неманского ордена Суворова полка (1943, 1945), подполковник.

## Биография
Родился 19 ноября 1915 года в местечке Кривой Рог. Украинец.
Окончил 7 классов школы и медицинский техникум.
15 октября 1934 года Криворожским РВК Днепропетровской области призван в Красную армию. В 1936 году окончил Ворошиловградскую лётную школу. В августе-сентябре 1939 года в составе 22-го истребительного авиационного полка участвовал в боях на Халхин Голе.
Во время Великой Отечественной войны — майор, штурман 291-го истребительного авиационного полка 265-й истребительной авиационной дивизии 3-го истребительного авиационного корпуса 4-й воздушной армии Северо-Кавказского фронта.
29 апреля 1943 года, во время воздушного сражения над Кубанью, в районе города Новороссийск во главе 10 истребителей Як-7Б вступил в бой с 20 немецкими истребителями Me-109. В этом бою одного из противников сбил, другого — таранил. Приземлился на парашюте. За этот подвиг награждён орденом Красного Знамени.
С 25 апреля 1943 по 2 августа 1943 года и с 28 марта 1945 по 31 декабря 1945 года — командир 291-го истребительного авиационного Неманского ордена Суворова полка.
Воевал на 4-м Украинском, 1-м и 3-м Белорусских фронтах.
После войны продолжал служить в военно-воздушных силах СССР. 
29 октября 1955 года в звании подполковника уволен в запас. 
Жил в Ростове-на-Дону по Темерницкой улице.
Дальнейшая судьба не установлена.

## Награды
- Трижды орден Красного Знамени (09.05.1943; 01.07.1945; 05.11.1954);
- Медаль «За боевые заслуги» (03.11.1944);
- Орден Отечественной войны 1-й степени (07.04.1945);
- Орден Красной Звезды (20.06.1949);
- Медаль «За взятие Берлина» (17.10.1945)[7];
- Медаль «За победу над Германией в Великой Отечественной войне 1941—1945 гг.» (01.09.1945)[8];
- Медаль «За оборону Кавказа»[9];
- Медаль «За освобождение Варшавы».